# Johan Driza
Johan Driza (Valona, 20 agosto 1976) è un ex calciatore albanese, di ruolo difensore.

## Carriera

### Nazionale
Ha collezionato 4 presenze con la Nazionale albanese.